# 15 Lacertae
15 Lac è una stella multipla della costellazione della Lucertola, situata nella parte centrale della costellazione, a soli 6 minuti in ascensione retta dalla costellazione di Andromeda, ad una distanza di 325 anni luce dal sistema solare. Il sistema è dominato dalla componente A, una gigante rossa di tipo spettrale M0III, avente un raggio oltre 200 volte quello solare, e una luminosità pari a circa 227 L⊙.
Non è chiaro se le componenti secondarie siano tutte legate gravitazionalmente alla gigante rossa, o, in particolare per le stesse più distanti apparentemente dalla principale, siano solo binarie visuali, cioè che si trovano solo sulla stessa linea di vista rispetto alla Terra.

## Componenti
Nella tabella che segue sono delineate le caratteristiche più salienti del sistema multiplo 15 Lac:
- Nella colonna Componenti sono elencate le componenti note del sistema e i loro rapporti; AE significa che i dati di quel rigo si riferiscono ai moti e alle distanze misurate fra la componente A e la componente E.
- La colonna PMag riporta la magnitudine della prima componente del sistema in esame.
- La colonna SMag riporta la magnitudine della seconda componente del sistema in esame.
- La colonna Sep1 riporta la distanza che separa le due componenti in esame, espressa in secondi d'arco, misurazione effettuata alla data riportata nella colonna Anno1.
- La colonna Sep2 riporta la distanza che separa le due componenti in esame, espressa in secondi d'arco, misurazione effettuata alla data riportata nella colonna Anno2.
- La colonna PA1 riporta l'angolo di posizione fra le due stelle, espresso in gradi, misurazione effettuata alla data riportata nella colonna Anno1.
- La colonna PA2 riporta l'angolo di posizione fra le due stelle, espresso in gradi, misurazione effettuata alla data riportata nella colonna Anno2.
- La colonna Anno1 riporta la prima data in cui sono state effettuate queste misure posizionali.
- La colonna Anno2 riporta l'ultima data in cui sono state effettuate queste misure posizionali.
- La colonna Classe spettrale riporta lo spettro cui appartiene la seconda componente del sistema in esame.
- Ascensione Retta e Declinazione forniscono la posizione del sistema in oggetto.

| Designazione | Componenti | PMag | SMag | Sep1  | Sep2  | PA1 | PA2 | Anno1 | Anno2 | Classe spettrale | Ascensione Retta | Declinazione |
| BU 451       | AB         | 4,94 | 11,9 | 29,6  | 25,7  | 128 | 144 | 1888  | 1958  | M1 III           | 22 52 02         | + 43 18 44   |
| BU 451       | AC         | 4,94 | 12,1 | 102,9 | 104,4 | 310 | 307 | 1908  | 1960  |                  | 22 52 02         | + 43 18 44   |
| BU 451       | AD         | 4,94 | 12,5 | 127,7 | 134,3 | 228 |     | 1908  | 1960  |                  | 22 52 02         | + 43 18 44   |
| FOX 270      | AE         | 4,94 | 12,5 | 58,8  |       | 355 | 351 | 1921  | 1960  |                  | 22 52 02         | + 43 18 44   |